# Al-Màsjid al-Haram
Al-Màsjid al-Haram (àrab: المسجد الحرام, al-Màsjid al-Ḥarām, ‘la Mesquita Sagrada’), també coneguda com a la Gran Mesquita, és la mesquita més gran del món i està situada a la ciutat de la Meca, a l'Aràbia Saudita. La Gran Mesquita és l'escenari principal dels pelegrinatges gran (hajj) i petit (umra), que tenen lloc al mes de dhu-l-hijja del calendari islàmic i en qualsevol època de l'any, respectivament. El hajj és un dels pilars de l'Islam, requerit per a tots els musulmans sense problemes que puguin pagar el viatge. En els últims temps, més de 5 milions de musulmans celebren el hajj cada any. Es troba sota el control del rei de l'Aràbia Saudita que, per aquest motiu, pren el títol de «Custodi de les Dues Mesquites Sagrades».
Està construïda al voltant de la Kaba, un edifici cúbic considerat el lloc més sagrat de la Terra pels musulmans, cap al qual els fidels s'orienten per a pregar (alquibla), i conté altres elements d'especial rellevància en l'islam, com la Pedra Negra, el Pou de Zamzam, Maqam Ibrahim i els turons de Safa i Marwa. L'estructura actual de l'edifici, que data del 1570, ocupa una àrea de 400.800 metres quadrats, incloent-hi els espais exteriors i interiors destinats a la pregària, i pot acollir fins a quatre milions de fidels durant el període del hajj.
La Gran Mesquita competeix amb la mesquita de Qubà a Medina com la mesquita més antiga. Segons la tradició islàmica, l'islam com a religió és anterior a Mahoma, i ja hauria estat anunciat per profetes anteriors com Abraham. Segons la tradició islàmica, es considera que Abraham va construir la Kaba a la Meca i, per tant, el seu santuari, des d'aquesta perspectiva es considera la primera mesquita que va existir mai. Segons altres estudiosos, però, l'islam va començar en vida de Mahoma, al segle VII dC, i per tant la mesquita com a lloc de culte no podria ser anterior a la prèdica de Mahoma. Des d'aquesta perspectiva, o bé la Mesquita dels Companys, a Massaua, o bé la Mesquita de Quba, prop de Medina, serien la primera mesquita construïda en la història de l'islam.

## Història

### Època d'Abraham i Ismael
Segons la tradició islàmica, fonamentada en l’Alcorà, Abraham, juntament amb el seu fill Ismael, va aixecar els fonaments d'una casa, que els comentaristes han identificat com la Kaba. Es diu que Déu hauria mostrat a Abraham el lloc exacte on ja molt abans hi havia construït Adam un edifici, molt a prop del que ara és el Pou de Zamzam. Després que Abraham hagués construït la Kaba, es diu que un àngel li va portar la Pedra Negra, una pedra celestial que, segons la tradició, havia caigut del cel al turó proper d'Abu Qubays. Els erudits islàmics creuen que la Pedra Negra és l'únic vestigi de l'estructura original feta per Abraham.
Després de col·locar la Pedra Negra a la cantonada oriental de la Kaba, Abraham va rebre una revelació en què Déu li deia al vell profeta que ara havia d'anar i proclamar el pelegrinatge a la humanitat, perquè els homes poguessin venir tant d'Aràbia com de terres llunyanes, a camell i a peu.

### Època de Mahoma
Després del retorn victoriós de Mahoma a la Meca l'any 630 dC, ell i diversos sahaba, inclòs Alí, van trencar els ídols de la Kaba i els seus voltants, de manera similar al que, segons l'Alcorà, va fer Abraham a la seva terra natal. Així va acabar l'ús politeista de la Kaba i va començar el govern monoteista sobre ella i el seu santuari.
La primera mesquita al voltant de la Kaba es va construir l'any 638, quan l'augment dels musulmans va portar el segon califa, Úmar ibn al-Khattab, a ampliar el lloc per rebre en millors condicions els fidels. Aquesta primera mesquita consistiria en una petita zona oberta amb la Kaba al centre.
A finals del segle viii, les antigues columnes de fusta de la mesquita s'havien substituït per columnes de marbre i les ales de la sala de pregària s'havien ampliat a ambdós costats i s'hi havia afegit un minaret per ordre d'al-Walid I. La primera gran renovació de la mesquita va tenir lloc l'any 692 per ordre d'Abd-al-Màlik ibn Marwan, que va manar aixecar les parets exteriors de la mesquita i va fer decorar el sostre.

### Època omeia
La primera gran renovació de la mesquita va tenir lloc l'any 692, per ordre d’Abd al-Màlik ibn Marwan. Abans d'aquesta renovació, que va incloure l'elevació dels murs exteriors de la mesquita, la mesquita era una petita zona oberta amb la Kaba al centre. A finals del segle viii, les antigues columnes de fusta de la mesquita havien estat substituïdes per columnes de marbre i les naus de la sala d'oració s'havien ampliat a banda i banda juntament amb l'addició d'un minaret per ordre d’al-Walid I. L’expansió de l'islam a l'Orient Mitjà i l'afluència de pelegrins van requerir una reconstrucció gairebé completa del lloc, que va incloure l'addició de més marbre i tres minarets més.

### Època otomana
El 1570 Selim II va encarregar a l'arquitecte en cap Sinan la renovació de la mesquita. La reforma va consistir en la substitució de la coberta plana per cúpules decorades amb cal·ligrafia en la cara interior, i la col·locació de noves columnes de suport que es reconeixen com les primeres característiques arquitectòniques de l'actual mesquita, les parts més antigues que encara es conserven de l'edifici. Durant les fortes pluges i les inundacions sobtades de 1621 i 1629, les parets de la Kaba i la mesquita van patir grans danys. El 1629, durant el regnat de Murad IV, la mesquita va ser renovada afegint una nova arcada de pedra i tres minarets més (arribant a set) i es va retillar el terra de marbre, i aquest va ser l'estat inalterat de la mesquita durant gairebé tres segles.

### Època saudita

#### Primera expansió saudita
La primera gran renovació sota els reis saudites es va fer entre 1955 i 1973. Es van afegir quatre minarets més, es va reformar el sostre i es va substituir el terra per pedra artificial i marbre. S'afegeix a la mesquita la galeria Mas'a, amb cobertes i tancaments. Durant aquesta renovació, molts dels elements construïts pels otomans van ser enderrocats.
El 1979 la mesquita va ser ocupada durant uns quants dies per unes 250 persones armades de l'oposició extremista religiosa de l'Aràbia Saudita, que van ser expulsades per l'exèrcit en una acció molt violenta i seguida d'una munió d'execucions.

#### Segona expansió saudita
La segona gran renovació saudita va ser sota el rei Fahd, entre 1982 i 1988. Es va afegir una nova ala i una zona de pregària exterior a la mesquita a les que s'accedeix per la porta del rei Fahd. Entre 1987 i 2005, mentre s'ampliaven les instal·lacions d'Arafat, Mina i Muzdalifah, es van afegir tres minarets més a al-Màsjid al-Haram, així com divuit portes més, amb tres cúpules a cada porta, i es van instal·lar de prop de 500 columnes de marbre, terres climatitzats, aire condicionat, escales mecàniques i un sistema de drenatge. També s'aixecà una residència reial amb vista a la mesquita, al mateix temps que s'amplià l'àrea d'oració a la mesquita i als voltants.

#### Tercera expansió saudita
El 2008 el rei Abdul·lah va anunciar una ampliació de la mesquita de 356.800 m² i que implicava l'expropiació de 300.000 m² al nord i al nord-oest, amb un pressupost de 40 milions de riyals (10,6 milions de dòlars EUA). L'agost de 2011 el govern va anunciar que l'expansió cobriria 400.000 m² per acollir 1,2 milions de fidels, incloent-hi una ampliació en diversos nivells al costat nord del complex, noves escales i túnels, una porta que porta el nom del rei Abdul·lah i dos minarets, la qual cosa va fer que el nombre total de minarets ascendeixi a onze. Les zones de circumval·lació (Mataf) al voltant de la Kaba s'ampliarien i tots els espais tancats van ser dotats d'aire condicionat. Un cop finalitzada la reforma, augmentaria la capacitat de la mesquita de 770.000 a més de 2,5 milions de fidels. El seu successor, el rei Salman, el juliol de 2015 va llançar cinc megaprojectes com a part del projecte general d'expansió del rei Abdul·lah, amb una superfície de 456.000 m². El projecte va ser dut a terme pel Grup Saudi Binladin. El 2012 es va completar el complex Abraj Al-Bait juntament amb la Torre del Rellotge Reial de la Meca, de 601 metres d'altura.
L'11 de setembre de 2015, almenys 111 persones van morir i 394 van resultar ferides quan una grua es va esfondrar sobre la mesquita. Les obres de construcció es van suspendre després de l'incident i van romandre en suspens a causa de problemes financers deguts per l’excés de petroli de la dècada del 2010. La reforma es va reprendre finalment dos anys més tard, el setembre de 2017.

#### Pandèmia del covid-19
El 5 de març de 2020, durant la pandèmia de la COVID-19, la mesquita va començar a tancar-se a la nit i es va suspendre el pelegrinatge de l'umra, per limitar l'assistència. La represa del servei de l'umra va començar el 4 d'octubre de 2020 amb una primera fase de represa gradual que es va limitar als ciutadans saudites i expatriats de dins del regne a un ritme del 30%. Només 10.000 persones van rebre visats per realitzar el hajj el 2020, mentre que 60.000 persones van rebre visats el 2021.